# Traduerivi
Traduerivi (Tourdurì, o Tardourì, in patois franco-provenzale) è una frazione del comune di Susa, nella città metropolitana di Torino, situata a 482 m s.l.m.

## Etimologia
L'origine del nome Traduerivi è controversa: alcuni sostengono che questo nome derivi dalla posizione geografica della borgata in quanto delimitata da due torrenti (rivi), il Rio Corrano (denominato anche Corrant o Corrente) e il Rio Scaglione. La traduzione Tra due Rivi è attestata in alcuni documenti dell'Abbazia di Novalesa, nei quali il centro abitato viene indicato con la denominazione Intra duos Rivos. Altri ritengono che il toponimo Traduerivi abbia origine da un'errata traduzione della parola in patois Tourdurì, traducibile in italiano come Torre del Rio. La presenza sia delle torri che dei rivi rende plausibili entrambe le etimologie.

## Geografia

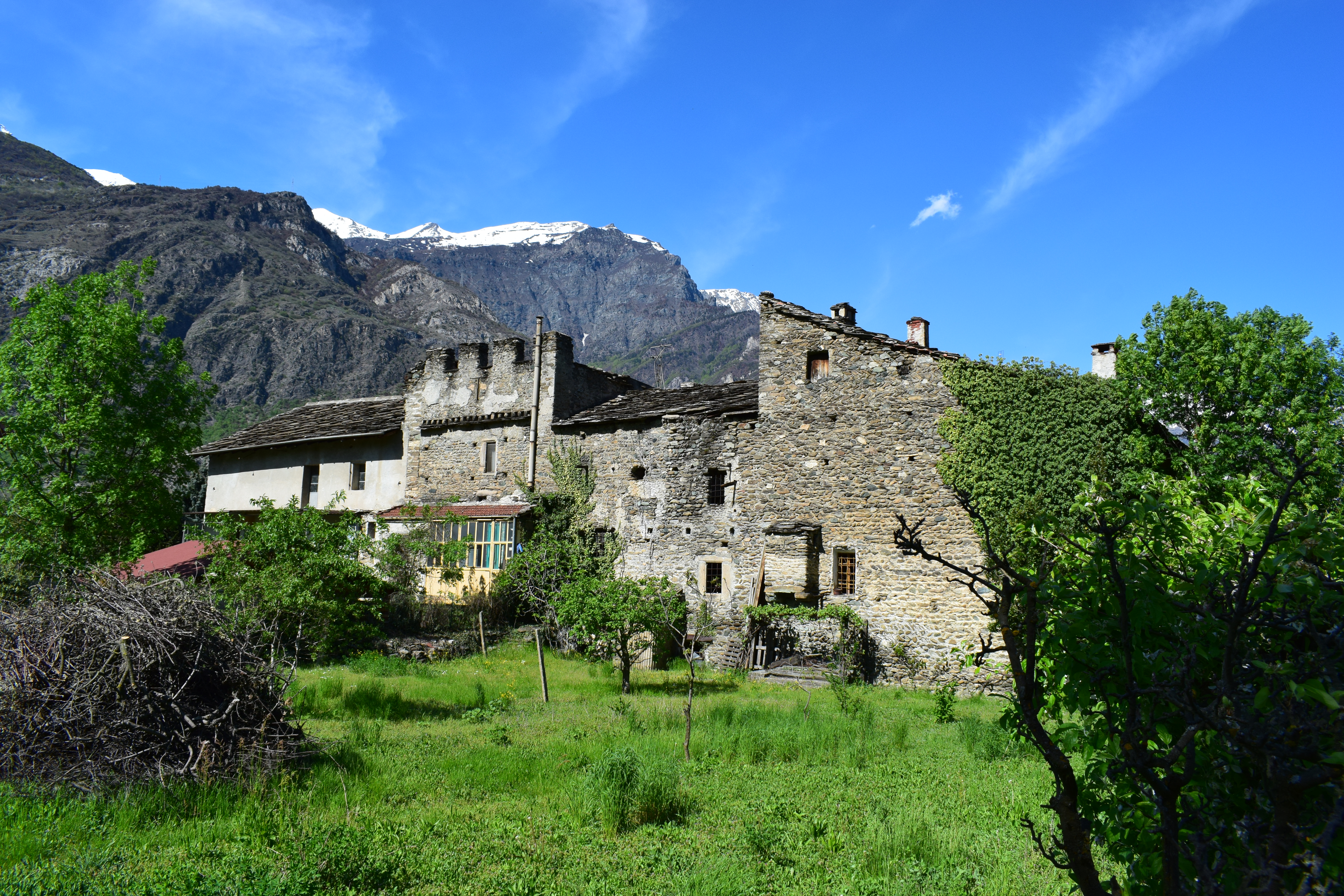
Il ricetto medievale del borgo vecchio di Traduerivi visto da sud. Sullo sfondo, a sinistra, il Monte Molaras.

La frazione Traduerivi, accessibile dalla strada statale 24 del Monginevro (a destra arrivando da Susa; a sinistra provenendo da Bussoleno), è situata a sud-est della città di Susa, dalla quale dista circa 4 km. Confina a nord con la frazione di San Giuliano, a est con la frazione di Coldimosso, a sud con i comuni di Mattie e Meana di Susa (precisamente la frazione Rodetti) e a ovest con la frazione sempre segusina di Castelpietra. È collocata fra il Rio Scaglione a ovest e il Rio Corrano a est, torrenti entrambi affluenti di destra della Dora Riparia che segna il confine con San Giuliano. Il territorio è caratterizzato da una lieve pendenza verso la Dora. A sud-est si trova la Punta del Grillo (584 m) dietro la quale sorgono le località, sempre appartenenti al comune di Susa, Comunetese e Cattero accessibili tramite mulattiera da Coldimosso o dalla Strada provinciale n. 207 che, partendo da Castelpietra, sale a Mattie. 
Uscendo dal gruppo di case principale della frazione si possono trovare due sentieri che conducono a Coldimosso (verso est) e i Rodetti (verso ovest). Questa ultima località è anche raggiungibile attraverso strada asfaltata che sale dal centro della frazione (tale strada è denominata "Via delle Alpi").
All'interno della frazione si distinguono quattro località principali (di cui le prime tre con costruzioni storiche) e sono le seguenti: 
- Traduerivi (borgo vecchio)
- I Giusti
- Il Colombé (Colombera)
- La Cordera

All'interno di ciascuna zona è possibile distinguere altri toponimi, ormai conosciuti quasi esclusivamente dagli anziani nativi e residenti nella borgata.
Negli ultimi anni fra i giovani del posto sono nati inoltre nuovi toponimi.

## Storia

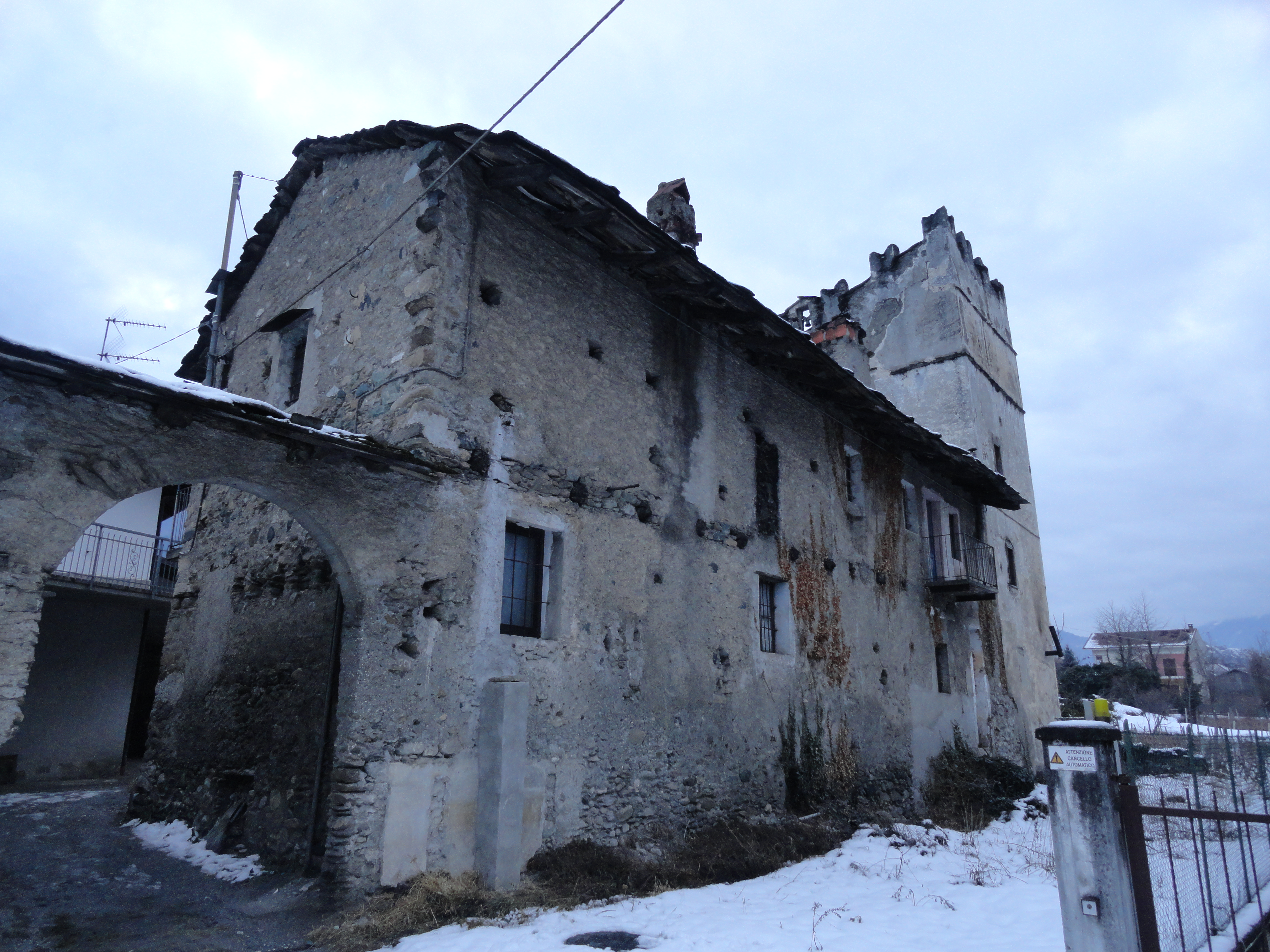
Il ricetto fortificato del Colombé

La frazione nel medioevo fu feudo delle famiglie Ancisa e De Bartolomei che fecero realizzare sul territorio due castelli. La casaforte della località Giusti fu prima proprietà della famiglia omonima e poi dei Francobello, originaria di Avigliana. Il ricetto del borgo vecchio appartenne inoltre alla famiglia De Rubeis. I principali ricetti si trovano al Colombé e al Borgo Vecchio.

## Edifici di interesse

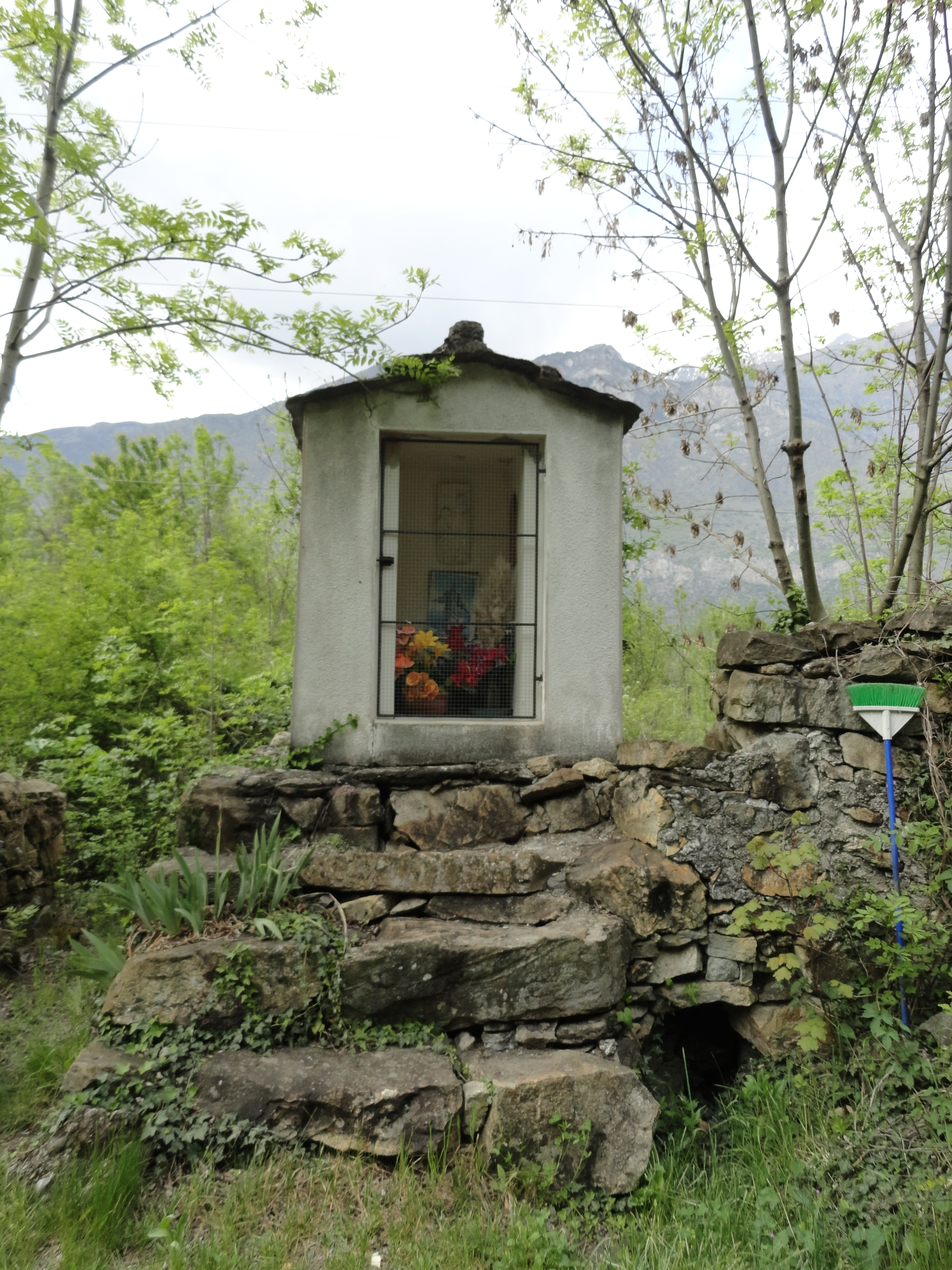
Il Pilone della Ievra a Traduerivi con una raffigurazione della Pietà e della Madonna del Rocciamelone

- Chiesa della Santa Croce, adiacente all'entrata nord-ovest del borgo vecchio.
- Ricetto di Traduerivi, costruzione delle famiglie Bartolomeis (De' Bartolomei) e De Rubeis presenta due entrate (una a nord-ovest l'altra a sud-est) e diversi cortili con costruzioni interessanti. Su una di queste è presente la data 1850 che indica dei possibili rifacimenti architettonici in loco.
- Casaforte (Casa a corte) dei Giusti; appartenente alla famiglia Giusti e poi a quella nobiliare aviglianese dei Francobello si presenta come un piccolo borgo rurale che comprende: un magazzino per strumenti e attrezzi agricoli (chiesale); le abitazioni (grangia); stalle e fienili; cantina, toraggio (per i tini) e il cellaro (dispensa).
- Ricetto e torre merlata del Colombé con cortile e abitazioni affacciate su di esso. Risalente al 1300 e proprietà delle famiglie Ancisa e De Bartolomei.
- Pilone votivo in località Ievra (sulla mulattiera per Coldimosso).

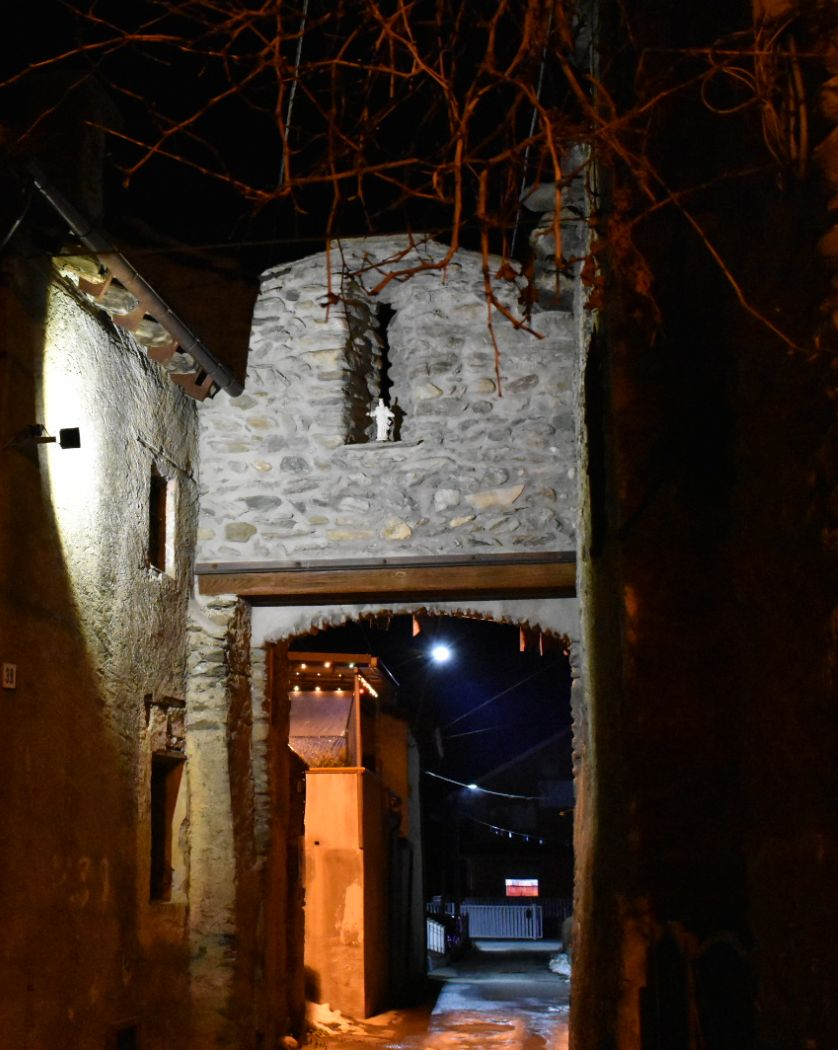
L'arco d'entrata della borgata Giusti ristrutturato recentemente e arricchito con una statuetta raffigurante la Madonna del Rocciamelone.